# 사암로
사암로(Saam-ro)는 광주광역시 광산구 신촌동에서 광산구 비아동 광산교차로를 잇는 광주광역시도로이다.

## 주요 경유지
광주광역시
- 광산구 (신촌동 - 우산동 - 월곡동 - 하남동 - 비아동)

## 노선
| 이름                      | 접속 노선                          | 소재지     | 소재지 | 소재지 | 비고 |
| ------------------------- | ---------------------------------- | ---------- | ------ | ------ | ---- |
| (이름없음) (송정고가차도) | 국도 제22호선 (상무대로)           | 광주광역시 | 광산구 | 신촌동 |      |
| 우산사거리                | 우산로                             | 광주광역시 | 광산구 | 우산동 |      |
| 하남2지하차도             |                                    | 광주광역시 | 광산구 | 우산동 |      |
| 사암로입구사거리          | 목련로                             | 광주광역시 | 광산구 | 월곡동 |      |
| 흑석사거리                | 하남대로                           | 광주광역시 | 광산구 | 하남동 |      |
| 산단6번로입구 교차로      | 하남산단6번로                      | 광주광역시 | 광산구 | 하남동 |      |
| 하남교                    |                                    | 광주광역시 | 광산구 | 하남동 |      |
|                           |                                    | 광주광역시 | 광산구 | 하남동 |      |
| 산단7번로입구 교차로      | 하남산단7번로                      | 광주광역시 | 광산구 | 하남동 |      |
| 산단8번로입구 교차로      | 하남산단8번로                      | 광주광역시 | 광산구 | 하남동 |      |
| 산단9번로입구 교차로      | 하남산단9번로                      | 광주광역시 | 광산구 | 하남동 |      |
| 광산 교차로               | 제25호선 호남고속도로 (첨단과기로) | 광주광역시 | 광산구 | 하남동 |      |
| 광산 교차로               | 국도 제1호선 (북문대로)            | 광주광역시 | 광산구 | 비아동 |      |

## 주요 건물 및 시설
- S-OIL 신촌주유소 (사암로 63/신촌동 885-5)
- SK에너지 마트몰주유소 송현지점 (사암로 104/우산동 1613-1)
- HD현대오일뱅크 크로바주유소 (사암로 127/우산동 1478)
- SK에너지 OK클린주유소 (사암로 136/우산동 1031-22)
- KT 21C정보통신 우산점 (사암로 145/우산동 1022-4)
- 이마트 광산점 (사암로 172/우산동 1598-3)
- 스피드메이트 이마트광산점 (사암로 172/우산동 1598-3)
- KB국민은행 광산종합금융센터 (사암로 205/우산동 1582-3)
- 신협 우산신협 우산지점 (사암로 209/우산동 1582-2)
- 농협 하남농협 본점 (사암로 280/월곡동 548)
- KT 아이티정보 월곡2호점 (사암로 282/월곡동 547-5)
- SK텔레콤 대광대리점 하남점 (사암로 283/월곡동 532-3)
- 롯데하이마트 광산점 (사암로 305/월곡동 316-3)
- 월곡1동 행정복지센터 (사암로 306/월곡동 687-1)
- 삼성전자 서비스 광산센터 (사암로 327/월곡동 313-30)
- 스타벅스 광주흑석DT점 (사암로 367/산정동 909-3)
- 타이어뱅크 서광주점 (사암로 403/흑석동 산 59)
- GS칼텍스 흑석주유소 (사암로 415/흑석동 158-2)
- S-OIL CJ대한통운 신세계주유소 (사암로 660/장덕동 505-82)
- HD현대오일뱅크 수완충전소 (사암로 668/장덕동 505-79)
- GS칼텍스 신삼성로주유소 (사암로 708/도천동 349-40)
- 한국타이어 TBX 하남직영점 (사암로 720/도천동 349-10)
- GS칼텍스 효창주유소 (사암로 744/도천동 295-4)
- HD현대오일뱅크 하남제일주유소 (사암로 754/도천동 295-19)
- CU 현대하남제일점 (사암로 754/도천동 295-19)
- 한국타이어 TBX 대산점 (사암로 786/도천동 374)
- HD현대오일뱅크 미스두바이주유소 (사암로 788/도천동 383-1)
- SK에너지 대창석유직영 공단주유소 (사암로 800/도천동 380-47)
- S-OIL 채움주유소 (사암로 820/도천동 112-22)
- 미니스톱 광산환영점 (사암로 823/도천동 115-1)
- 경동택배 광주광산106 영업소 (사암로 828/도천동 106-16)
- HD현대오일뱅크 비아도천주유소 (사암로 841/도천동 106-14)
- 타이어프로 도천점 (사암로 842/도천동 106-70)
- 타이어뱅크 북광주점 (사암로 849/도천동 11)
- S-OIL 명당주유소 (사암로 865/도천동 2)
- SK에너지 실크로드 주유소 (사암로 866/도천동 3-3)
- 한국교통안전공단 북광주검사소 (사암로 877/도천동 1-9)